# 小单韧穴蛤
小单韧穴蛤（学名：Vulsella minor），是莺蛤目单韧穴蛤科Vulsella的一种。主要分布于中国大陆，常栖息在潮下带、水深21-110米，生活于海绵动物中。